# 布萊恩·卡羅爾
布萊恩·T·卡羅爾（英語：Brian T. Carroll；1949年12月15日—），是美國一名教師，於2020年美國總統選舉代表美國團結黨競逐總統職務。

## 早年生平
卡羅爾於加利福尼亚大学洛杉矶分校取得歷史學學士學位，以及於加州州立大學洛杉磯分校取得教學證書後，就從1977年在法默斯維爾的初级中学教授歷史和其他科目，直至1983年，當時他曾為報紙《山谷之聲》撰稿，特別談論關於當地公共交通的需求。 其後他在哥倫比亞教學九年，亦在中國授課一個暑假，再於巴西和歐洲廣泛旅行。作為業餘自然历史學家，他在蜘蛛和昆蟲的研究中曾獲引用；到2008年，他回到法默斯維爾任教。

## 外部連結
- 2020年總統競選網站 （页面存档备份，存于）